# Lindre-Basse
Lindre-Basse – miejscowość i gmina we Francji, w regionie Grand Est, w departamencie Mozela.
Według danych na rok 1990 gminę zamieszkiwało 228 osób, a gęstość zaludnienia wynosiła 28 osób/km² (wśród 2335 gmin Lotaryngii Lindre-Basse plasuje się na 817. miejscu pod względem liczby ludności, natomiast pod względem powierzchni na miejscu 737.).